# 土岐頼明
土岐 頼明（とき よりあき）は、鎌倉時代末期から南北朝時代にかけての武将。土岐頼貞の十二男（末子）。兄弟に頼清、頼遠、長山頼基、頼兼など多数。

## 生涯
父の頼貞と共に初めは鎌倉幕府の執権北条得宗家、および六波羅探題に仕えていた。後に後醍醐天皇に呼応して、足利尊氏に仕えて各地を転戦した。
兄の頼遠が長森城に土岐氏の本拠地を移すと、父の頼貞は大富館へ移り、一日市場館を頼明に譲った。
興国3年/康永元年12月1日（1342年12月29日）に、美濃守護であった兄頼遠が、光厳上皇に狼藉を働いたことに激怒した足利直義に捕らわれて、京都六条河原で処刑されると、その後を継いだ甥の頼康を補佐しながら、北朝方の高師直に従って転戦した。
正平3年/貞和4年（1348年）に、河内国の四条畷で、南朝方の楠木正行と戦って、戦死を遂げた（四条畷の戦い）。
岐阜県瑞浪市釜戸町に頼明の墓とされる宝篋印塔が有り、瑞浪市の有形文化財となっている。

## 関連リンク
- 堂ヶ坂の宝篋印塔　瑞浪市公式サイト